# Петросян Цовінар Левонівна
Цовінар Левонівна Петрося́н (вірм. Ծովինար Պետրոսյան; 5 серпня 1925, Єреван) — радянський вчений в галузі хімії і технології коньячного виробництва, доктор технічних наук з 1980 року.

## Біографія
Народилася 5 серпня 1925 року в Єревані. 1947 року закінчила хіміко-технологічних факультет Єреванського політехнічного інституту імені Карла Маркса. З 1948 року працювала в Вірменському науково-дослідному інституті виноградарства, виноробства та плодівництва (з 1981 року завідувач лабораторії технології коньяку). Член КПРС з 1953 року.

## Наукова діяльність
Вченою розкритий механізм окислювальних процесів при дозріванні коньячного спирту, виявлена роль амінокислот в цих процесах, досліджені невідомі раніше реакції, що протікають при дозріванні коньячного спирту, і хімізм перетворення летючих компонентів коньячного спирту при його витримці. Розроблений спосіб прискореного дозрівання коньячного спирту з активованою клепкою в пульсуючому потоці, який дозволяє автоматизувати технологічних потік, а також прискорені методи попередньої обробки деревини дуба для коньячного виробництва шляхом опромінення гамма- і ультрафіолетовими променями. Автор понад 50 наукових робіт, 3 винаходів і однієї ліцензії. Праці:
- Азот в коньяке. — Ереван, 1975.